# کودک کار در فیلیپین
کودک کار در فیلیپین (انگلیسی: Child labor in the Philippines) به خردسالان زیر ۱۸ ساله این کشور گفته می‌شود، که به کار گمارده می‌شوند، یا بدون تأمین شرایط و الزامات برای کودکان زیر ۱۵ سال، تحت اجبارات به کار وادار می‌شوند تا هزینه زندگی خود و خانواده را تأمین کنند و در نتیجه از خدمات تحصیلی و اجتماعی محروم می‌گردند. اداره آمار فیلیپین تعداد کودکان کار در سنین بین ۵ تا ۱۷ ساله را ۵٫۵ میلیون نفر برآورد کرده‌است که ۲٫۱ میلیون نفر از این کودکان در شرایط خطرآفرین کار می‌کنند. سازمان بین‌المللی کار گزارش کرده‌است که ۵۵٫۳ درصد این کودکان در کارهای کشاورزی خطرناک بکار گرفته می‌شوند.

## علتها و دلایل
دلایل مختلفی برای وجود کودکان کار در فیلیپین ذکر شده‌است که مهمتر از همه فقر مردم است. برحسب اداره آمار دولت در سال ۲۰۰۹ از جمعیت این کشور ۲۶٫۵ درصد آنها یعنی ۲۳٫۱ میلیون نفر زیر خط فقر زندگی می‌کنند. خانواده‌ای که درآمد آن زیر ۷٫۸۹۰ پزو است در زیر خط فقر قرار دارد. این مبلغ حداقلی است که یک خانواده ۵ نفری برای تأمین غذا و سایر مایحتاج اولیه نیاز دارد؛ بنابراین طبیعی است که در چنین خانواده‌هایی کودکان برای کمک به معیشت خانواده به کار کردن روی بیاورند، و این مخصوصا در مواقعی است که به‌دلایلی (نظیر تورم) درآمد خانواده باز هم کمتر می‌شود. بکارگیری کودکان کار موجب افزایش چرخه فقر در نسلهای پیاپی بعدی می‌گردد زیرا در امر تحصیلات آنها اخلال ایجاد کرده و آسیب‌پذیری آنها را در برابر استثمار بیشتر می‌کند.

## آثار و عوارض کار کودکان
مهمترین تأثیر کار کودکان محروم شدن آنها از رفتن به مدرسه است. گرچه برخی سعی دارند هردو را با هم انجام دهند، اما عموماً کودکی که هم کار می‌کند و هم مدرسه می‌رود نمی‌تواند هردو را با هم به خوبی انجام دهد و عملاً تأثیر کار بر درس موجب عقب ماندگی او از تحصیلش می‌گردد. موضوع دیگری که کودکان کار با آن مواجه هستند آسیب‌پذیری سلامت آنهاست. مخصوصاً کودکانی که در شرایط خطرناک، نظیر محیطهای دارای گرد و خاک، سموم شیمیائی و سایر سموم نامرئی و بدون بو کار می‌کنند، در معرض اسیبهایی نظیر جراحت یا ابتلاء به انواع بیماریها قرار دارند.

## اقدامات و پیشگیری‌ها
برای جلوگیری از ازدیاد کودکان کار، چند مؤسسه در فیلیپین مشترکاً برنامه‌هایی را پیش می‌برند تا از گسترش کودکان کار جلوگیری کنند و از خردسالان در جامعه حمایت نمایند، که علامت اختصاری اسامی آنها عبارتست از: DOLE, DSWD, CWC

## فعالیتهای سازمانهای غیردولتی
در سالهای ۱۹۹۵ تا ۱۹۹۷ با کمک سازمان بین‌المللی کار (ILO) و صندوق کودکان سازمان ملل، یونیسف (UNICEF) بنیاد توسعه کمالیان با هدف جلوگیری از استخدام کودکان در چند شهر فیلیپین از جمله داوائو سیتی، سبو سیتی و اورموک سیتی شروع به فعالیت کرد، و ابتکارات متعددی برای جلوگیری از استخدام کودکان بکار برد. این سازمان عملیات نجات کودکان را بنیاد نهاد و در فعالیتهای دولتی و بین‌المللی و اقدامات وکالتی، با هدف جلوگیری از کار کودکان در مزارع، کارخانجات، تن‌فروشی و سایر مؤسسات استثمارگر شرکت کرد. بنیاد توسعه کمالیان در صدد گسترش و جهانی کردن فعالیتهای خود از طریق سازمان بین‌المللی کار (ILO) می‌باشد. از جمله سازمانهای غیردولتی دیگر بنیاد فوروم ویسایان است، که با در دست داشتن برنامه‌هایی برای جلوگیری از قاچاق انسان و استثمار کودکان در فیلیپین تأسیس شد.

## اقدامات دولتی
شعبه کار و استخدام (DOLE) در دولت فیلیپین مسئولیت نظارت بر کار کودکان را بعهده دارد، و طبق برنامه‌ای که دارد، در صدد حفاظت کودکان و بیرون کشیدن آنها از کارهای خطرناک و در صورت لزوم درمان آسیبهای آنها و برگرداندن آنها به جامعه می‌باشد.

## اقدامات بین‌المللی
در سال ۱۹۴۸ فیلیپین به سازمان بین‌المللی کار(ILO) پیوست و یکی از شرکای فعال آن شد؛ و با مواجه شدن کشور با موضوع استخدام و بخصوص در مورد کودکان، شرکت فعال فیلیپین در این سازمان بین‌المللی، راه پیشبرد طرح‌های عدم بکارگیری کودکان را هموار نمود. برنامه بین‌المللی حذف کودکان کار(IPEC) با هدف بیرون کشیدن کودکان از کار در رشته‌های مختلف در فیلیپین فعال است. در سال ۱۹۷۱ بنیاد کودک با شراکت سازمانهای مذهبی و مجامع دیگر در فیلیپین شروع به کار کرد. هدف این بنیاد تأمین آینده کودک و جلوگیری از استثمار کودکان کار است، و گروهی را تشکیل می‌دهد تا با پیگیری آن از حمایت و سلامت کودکان مطمئن گردد.